# Route nationale 357
Pour les articles homonymes, voir Route 357.
La route nationale 357, ou RN 357, était une route nationale française reliant Orchies à la RN 43 sur le territoire de la commune de Mastaing. À la suite de la réforme de 1972, la RN 357 a été déclassée en RD 957.
Deux embranchements ont été construits depuis. À Orchies, une nouvelle liaison avec l'échangeur no 2 de l'A 23 a pris le nom de RD 957 alors que l'ancien tracé vers le centre-ville devenait la RD 957A. À Somain, une liaison vers la RN 455 évite la traversée de la ville. Elle porte le nom de RD 957B.

## Ancien tracé d'Orchies à Mastaing (D 957)
- Orchies D 957
- Les Arcins, commune de Beuvry-la-Forêt
- Marchiennes
- Somain
- Abscon
- Mastaing D 957